# William Mount (1866-1930)
William Arthur Mount (3 août 1866 - 8 décembre 1930), 1er baronnet, est un homme politique britannique.

## Biographie
Fils de William George Mount, il est membre de la Chambre des communes de 1900 à 1906, puis de 1910 à 1922. 
Il est créé baronnet en 1921.